# 可変ビットレート
可変ビットレート（かへんビットレート、Variable Bitrate、VBR）とは、主に音声や動画などの圧縮時にビットレートを可変するという方式の一つ。
非可逆圧縮コーデックの場合、どの程度の品質を保つかを圧縮時に設定してエンコードする場合が多い。品質を高く設定するほどビットレートは上昇する。この他に上限・下限ビットレートを設定し、その範囲の中で可変するように設定する場合もある。
可逆圧縮コーデックは全てVBRである。ビットレートに収まらないデータを切り捨てることがないため固定ビットレートは使用されない。

## メリット
- ファイルサイズが同容量ならば固定ビットレート（Constant Bitrate, CBR）と比較して高品質となる
- 品質を一定に保てる
- 符号化の時に処理が高速

## デメリット
- 圧縮後のファイルサイズの予測が困難
- 復号の時に処理が複雑

## 主な利用例
- Ogg Vorbis
- MPEG-2
- MPEG-4 SP/ASP/AVC
- H.265/HEVC
- Windows Media Video
- TrueMotion VP6
- Advanced Audio Coding
- MP3 - 正式サポート対象外のハードウェア・ソフトウェアもあり、再生時間が正しく取得できないなどの問題が発生する場合もある。

## 平均ビットレート（ABR）
純粋な可変ビットレートの場合、出力する結果がどれほどのビットレートになるのか予測するのは難しい。そのために、品質をコントロールし、目的のビットレートに近づける方法が平均ビットレートである。厳密にはVBRの一種に含まれ、ABR（Average Bitrate）と略される。
VBRの特性を保持したまま、CBRのように圧縮後のファイルサイズをある程度予測する事も可能なのが特徴である（ただし、コーデックによってはファイルサイズの誤差は振れる）。通常、この他に最大や最小のビットレートを指定できることが多い。デメリットとしては他の方式より処理に時間がかかる点が挙げられる。品質をコントロールする方式には以下のようなものがある。

### 1パス方式
まだ処理していない部分のデータの複雑さを予測しながら、ビットレートを調整する方式。
高速に処理できるが、予測が外れると品質が大幅に落ちたり、目的のビットレートから大きくズレたりすることがある。
DVDレコーダー・BDレコーダーの（再）エンコードはこの形式を採用したものが多い（単にVBRと表記したり、VBR, ABRであることを明記しない場合も多い）。

### 複数パス方式
一度処理を行い全体のデータの複雑さを解析し、それにあわせてビットレートを調整する方式。
実質、最低でも2回の処理を行う事になるので要する時間は1パスより長くなるが、比較して効率的なビットレート割り当てを行うことができる。より高圧縮で高画質な動画をエンコードする際に用いられる。